# Carabasser (Herba-savina)
Carabasser és un indret a cavall dels termes municipals d'Abella de la Conca i de Conca de Dalt (antic terme d'Hortoneda de la Conca), al Pallars Jussà, en territori del poble d'Herba-savina.
Està situat a llevant d'Herba-savina, a l'est del Serrat del Pou i a l'oest del Clot de Carabasser, al nord-oest de Roca Redona.